# Maryam Keshavarz
Maryam Keshavarz, née le 9 juin 1975 à New York, est une réalisatrice, scénariste et productrice de cinéma américano-iranienne.
En 2006, son court métrage, The Day I Died, remporte le prix Teddy au festival international du film de Berlin.

## Biographie
Pour son premier long métrage de fiction, En secret (2011), Maryam Keshavarz s'empare d'un sujet rare au cinéma iranien, celui de la jeunesse.
S'inspirant de sa propre éducation, entre l'Iran et les États-Unis et de ses documentaires sur le pays, la réalisatrice traduit avec justesse la volonté d'émancipation d'adolescentes en butte à la police des mœurs de la république islamique.

## Filmographie

### Comme réalisatrice
- 2004 : Rangeh eshgh (documentaire) — également scénariste
- 2006 : Not for Sale (court métrage) — également scénariste
- 2006 : The Day I Died (court métrage) — également scénariste
- 2011 : En secret (Circumstance) — également scénariste
- 2017 : Queen Sugar (série télévisée) (1 épisode)
- 2018 : Viper Club — également scénariste
- 2023 : The Persian Version — également scénariste

### Comme productrice
- 2003 : Familiar Fruit (court métrage)
- 2004 : Rangeh eshgh (documentaire)
- 2006 : Not for Sale (court métrage)
- 2006 : The Day I Died (court métrage)
- 2010 : Dog Sweat
- 2011 : En secret (Circumstance)
- 2016 : AWOL
- 2023 : The Persian Version